# 411vm 38
411vm 38 je osemintrideseta številka 411 video revije in je izšla januarja 2000.
Sole Technology košarkarski turnir, je bil turnir za vse rolkarje in uslužbence tega podjetja, igralo pa se je v trojkah.
V članku Roomies pa Milton, Pupecki in Ianucci igrajo igro SKATE, ki jo zmaga Pupecki.

## Vsebina številke in glasbena podlaga
Glasbena podlaga je navedena v oklepajih.
- Openers Keenan Milton, Ryan Johnson, Chris Dobstaff, Brian Sumner, Danial Shimizu, Daewon Song
- Chaos (Styles of Beyond feat. DJ Rhettmatic - Style Wars)
- Day in the life Tony Hawk (Slippers - Dartanyan Brown, DJ Frane - 420247, Vandals - People That Are Going To Hell, Cocktails - The Asteroid Field)
- Wheels of fortune Scott Pazelt (Declaime - Trouble in da West)
- Main event Make a Wish, Sole Technology košarkarski turnir (The Roots - Act Too (The Love of my Life), DJ Frane - I Can Do My Thang)
- Rookies Ryan Johnson (Frank Black - Tossed (inštrumentalna))
- Industry Foundation (Fugazi - Arpeggiator)
- Road trip Santa Cruz / Accel / Arcade / Osiris, Birdhouse, Stereo (Lagwagon - Owen Meaney, DJ Frane - Spin, Mos Def - Know That)
- Spot check Univerza v San Diegu, Alameda Park (Mos Def - If You Can Huh..., No Fun At All - Break My Back)
- Roomies Keenan Milton / Eric Pupecki / Gino Ianucci (The Wiseguys - Re-introduction, BMF - Grandmaster, Medina Green - Full Court Press)

Glasba v zaslugah je April March - Nothing New (remiks).